# December 2011
Dit artikel geeft een chronologisch overzicht van belangrijke gebeurtenissen per dag in de maand december van het jaar 2011.

## Gebeurtenissen

### 3 december
- Het 9e Junior Eurovisiesongfestival vindt dit jaar plaats in Jerevan, Armenië. Winnaar is Georgië, het land werd vertegenwoordigd door de groep Candy met het liedje Candy music. De Nederlandse Rachel werd tweede en de Belgische Femke behaalt de zevende plaats.
- De bonden binnen de Nederlandse FNV besluiten in 2012 de federatie op te heffen en een nieuwe overkoepelende vakbond op te richten.

### 4 december

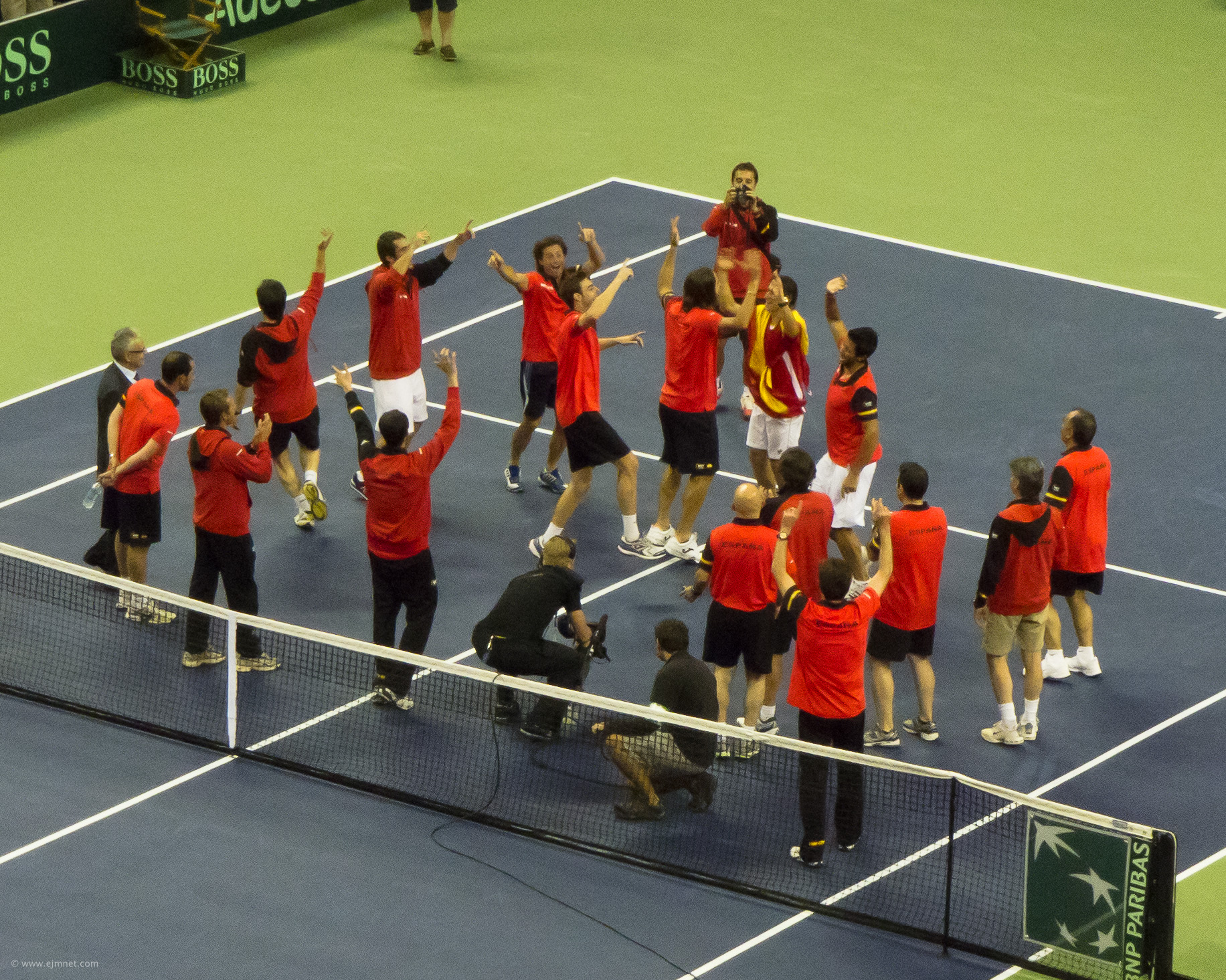
Het Spaanse Daviscupteam juicht na de overwinning in de kwartfinale

- Bij verkiezingen voor de Staatsdoema in Rusland zakt regeringspartij Verenigd Rusland van 65% naar 49% van de stemmen, maar houdt de meerderheid in de Doema. Oppositiegroepen betichten Verenigd Rusland van grootschalige verkiezingsfraude.
- In de finale van de Davis Cup verslaat Spanje Argentinië met 3-1. Het is Spanjes vijfde Davis Cuptitel.

### 6 december
- Na een recordformatie van 541 dagen treedt in België de regering-Di Rupo aan.

### 9 december

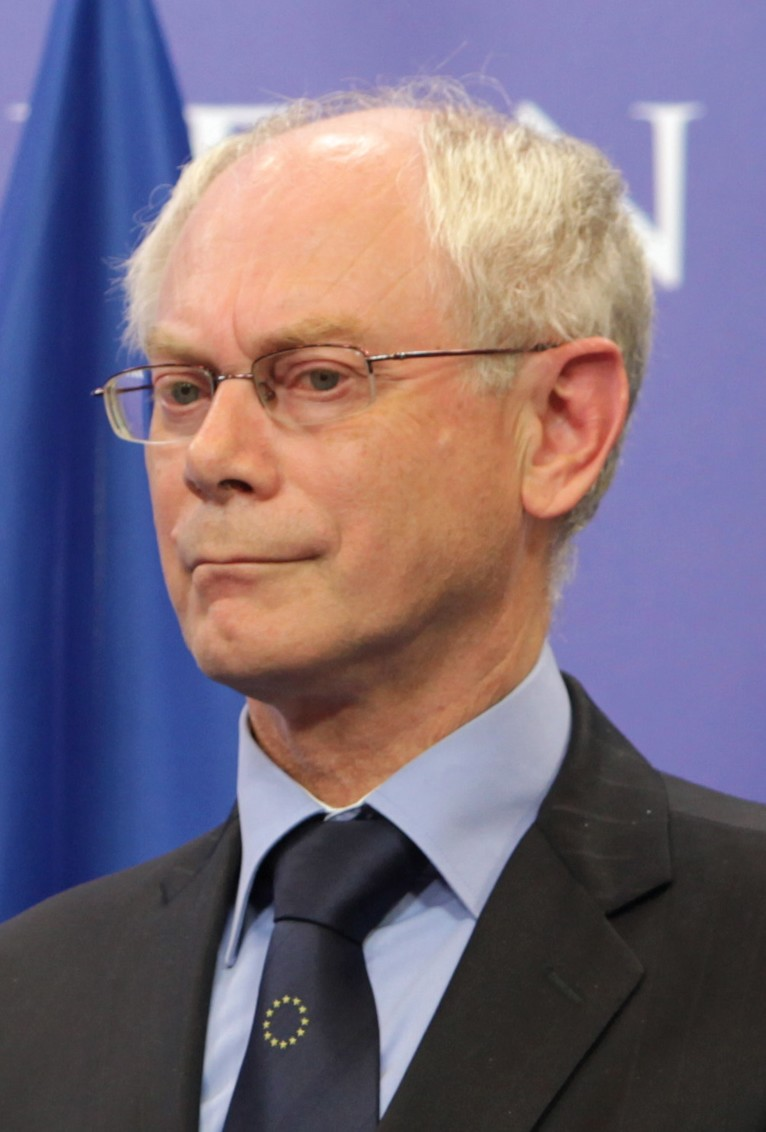
Herman Van Rompuy

- Op de Europese Top kondigt Europees president Herman Van Rompuy een begrotingsstabiliteitsverdrag aan om de euro te redden. Het Verenigd Koninkrijk doet niet mee.
- Bij een brand in een ziekenhuis in de Indiase stad Calcutta komen 91 mensen om het leven.

### 10 december
- Een Beechcraft Queen Air stort neer in een sloppenwijk in Parañaque, een voorstad van de Filipijnse hoofdstad Manilla. Minstens 13 mensen komen om en 20 mensen raken gewond.
- Een Amerikaanse tiener ontsnapt, na een blootvoetse voettocht van twee dagen door de jungle van het Filipijnse eiland Basilan, aan zijn ontvoerders van de islamitische afscheidingsbeweging Abu Sayyaf.

### 13 december

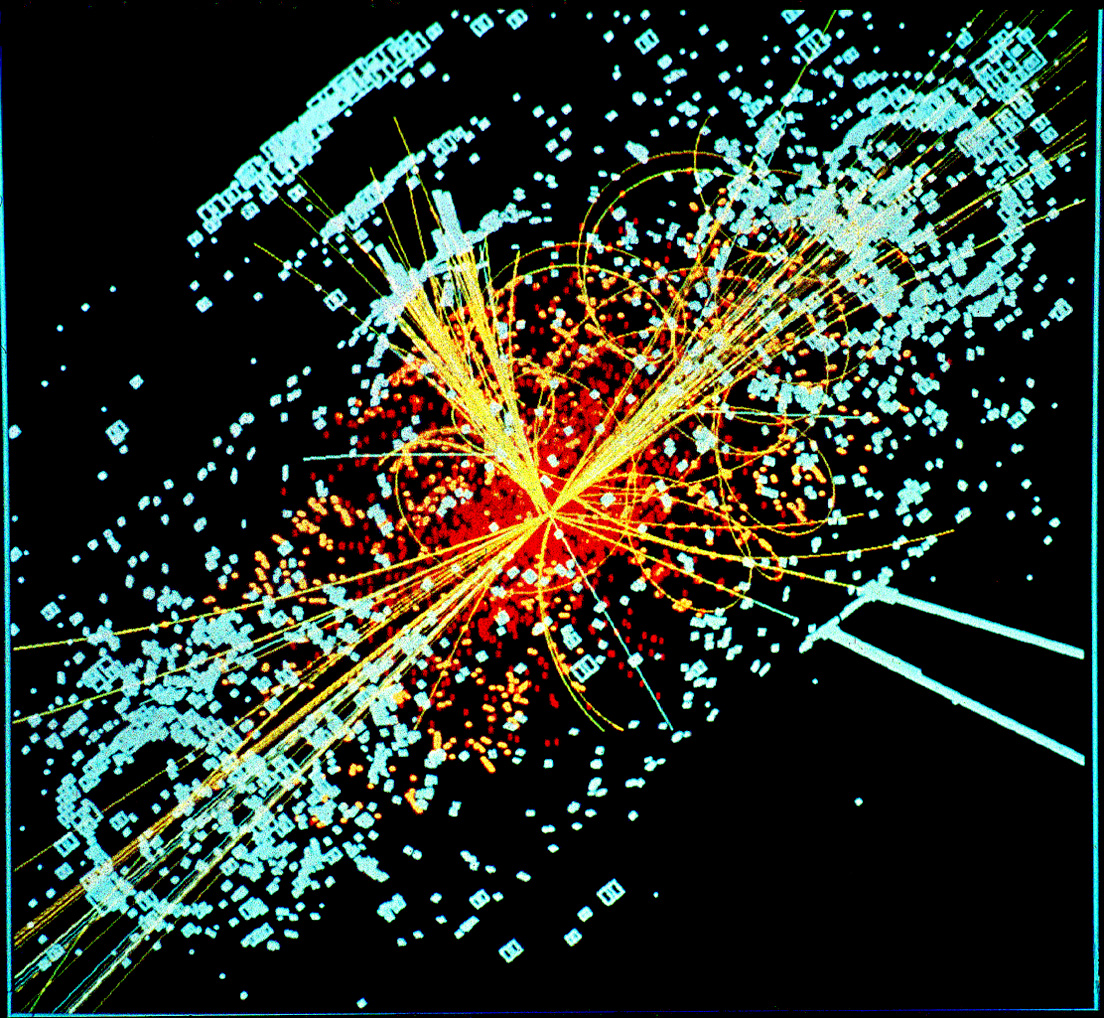
Simulatie hoe een waarneming van een higgsdeeltje door CERN er uit zou kunnen zien

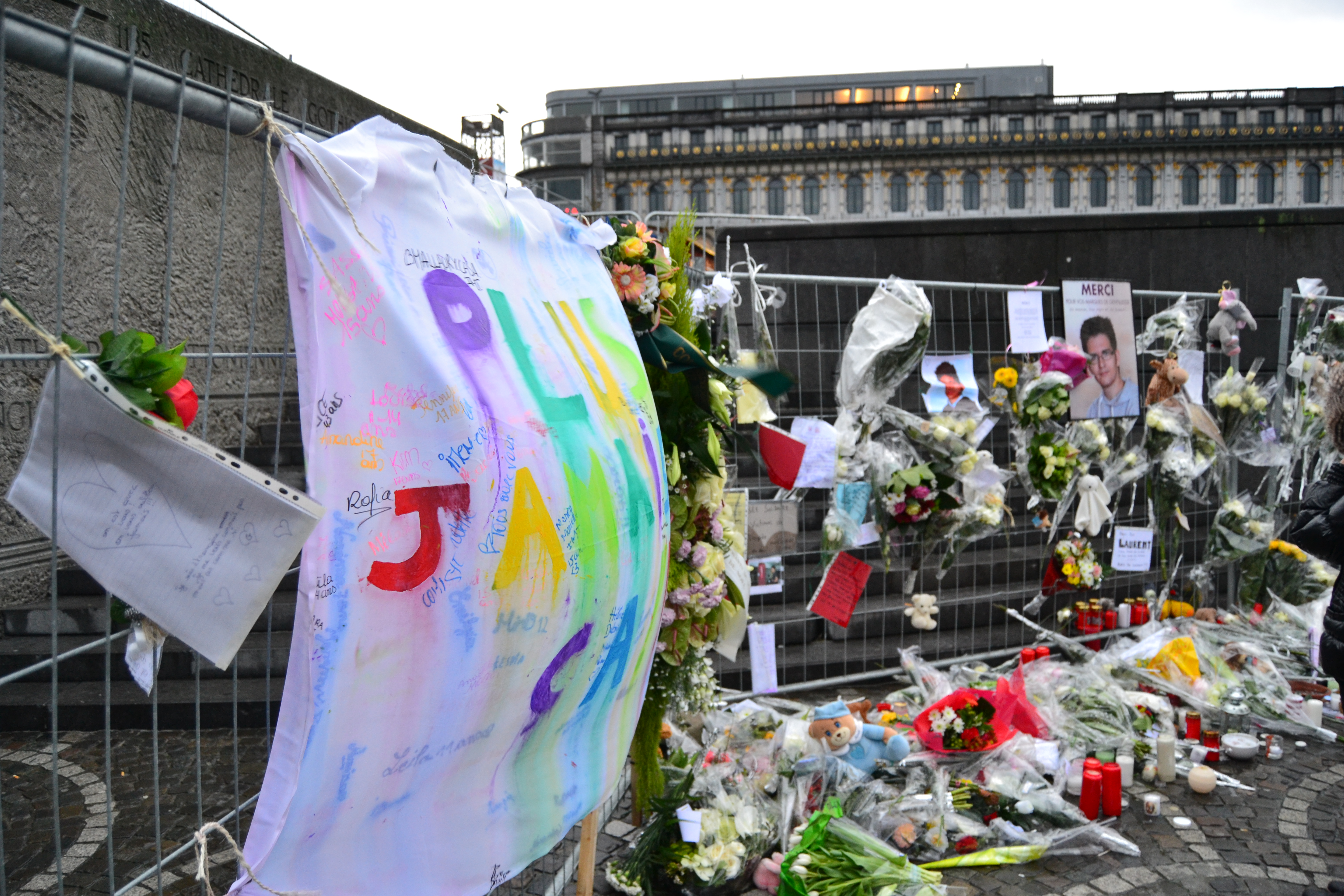
Herdenking van de aanslag op Place Saint-Lambert

- Nieuwe metingen met de LHC-superversneller in Genève geven fysici de voorzichtige overtuiging dat het higgsdeeltje in zicht begint te komen en mogelijk in de loop van 2012 echt kan worden aangetoond.
- Bij een aanslag met granaten op het Place Saint-Lambert in de Belgische stad Luik vallen drie doden en ongeveer 120 gewonden. De dader, een 33-jarige man die in Luik woonde, pleegt na de aanslag zelfmoord. (Lees verder)

### 14 december
- Gianni De Biasi wordt aangesteld als bondscoach van Albanië, als opvolger van Josip Kuže die de nationale ploeg 24 duels onder zijn hoede heeft gehad.

### 15 december
- De Franse oud-president Jacques Chirac wordt te Parijs tot twee jaar voorwaardelijke gevangenisstraf veroordeeld wegens machtsmisbruik en verduistering van publieke middelen tijdens zijn ambtsperiode als burgemeester van Parijs.

### 16 december
- Rusland, Samoa, Montenegro en Vanuatu sluiten zich bij de Wereldhandelsorganisatie aan.
- Uit onderzoek door de commissie-Deetman naar seksueel misbruik binnen de katholieke kerk in Nederland blijkt dat er in de periode tussen 1945 en 1985 enkele duizenden kinderen ernstig zijn misbruikt. Hierbij waren circa 800 daders betrokken.

### 17 december

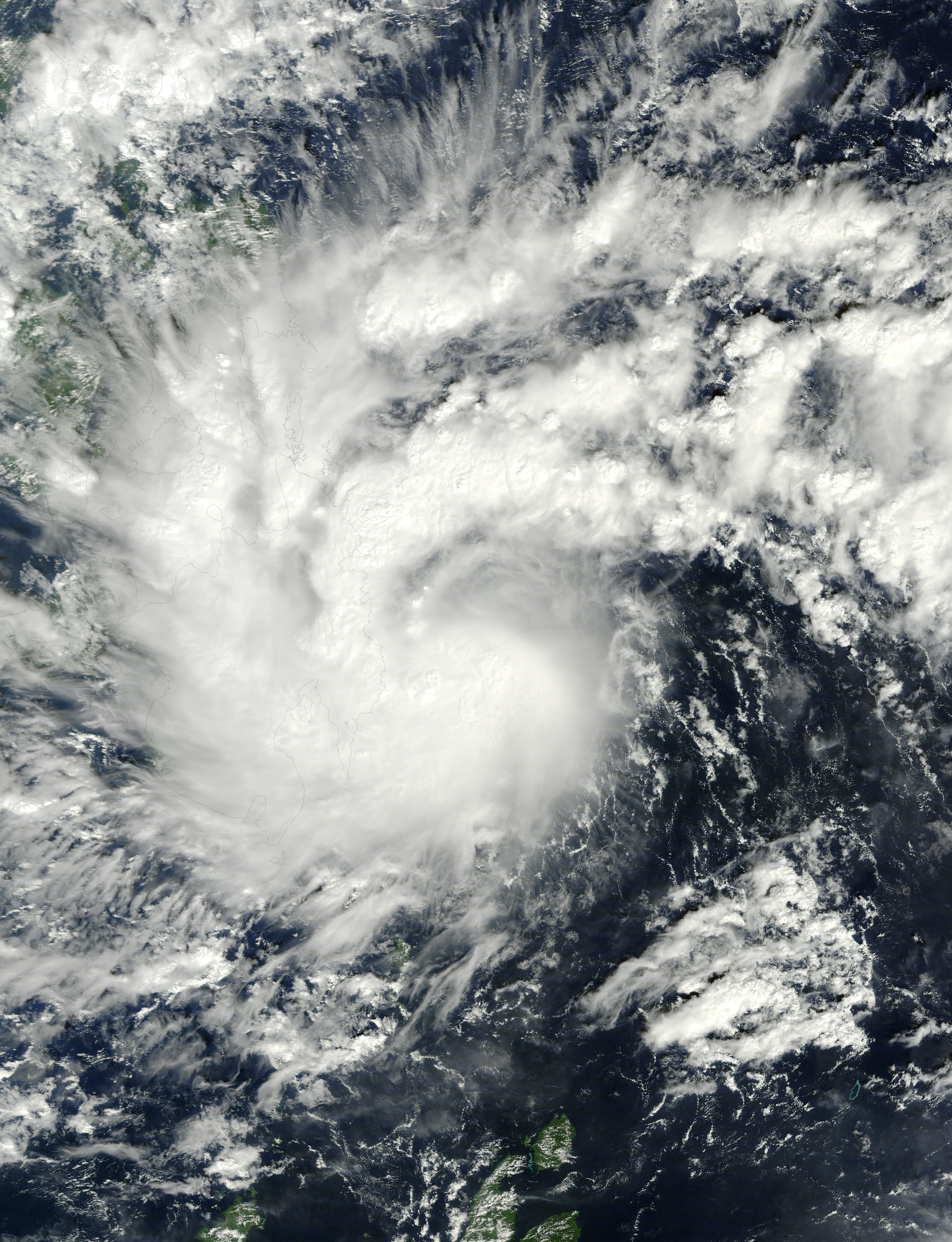
Tropische storm Washi

- Door overstromingen en modderstromen als gevolg van de tropische storm Washi komen bijna 1000 mensen in de Filipijnen om het leven. De meeste slachtoffers vallen in de steden Cagayan de Oro en Iligan.
- Met het schrijven van het lemma over Antal Újváry overschrijdt de Nederlandstalige Wikipedia de grens van één miljoen artikelen.

### 18 december
- Ruim acht en een half jaar na het begin van de Irakoorlog trekken in de nacht van 17 op 18 december de laatste Amerikaanse troepen zich terug uit Irak.

### 19 december

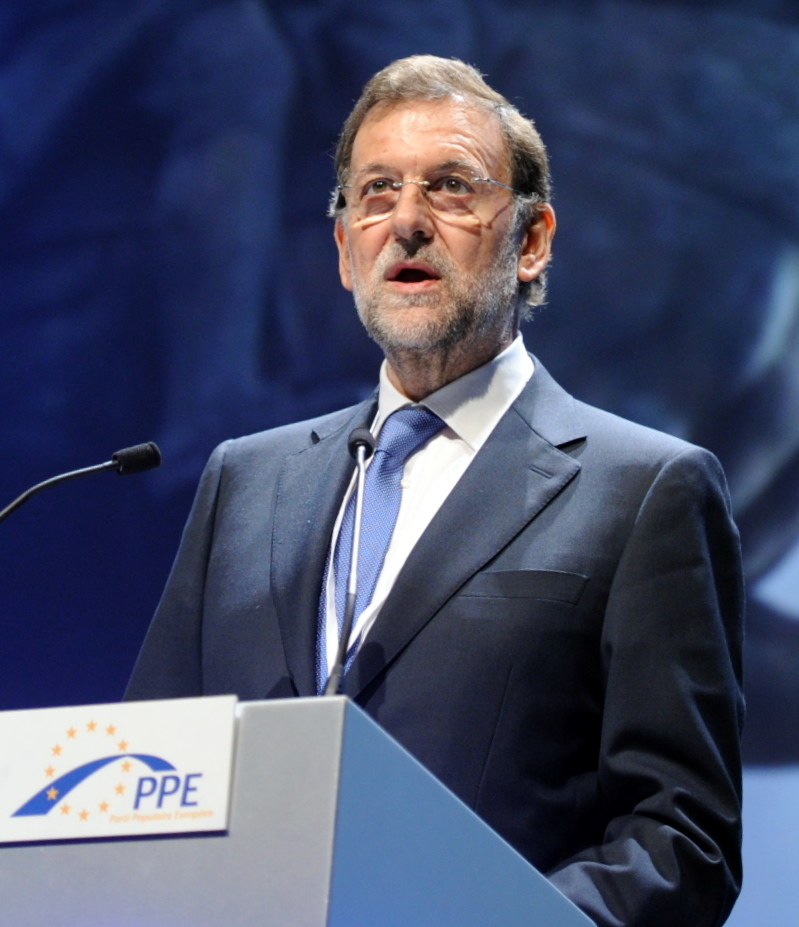
Mariano Rajoy

- Een Zweedse rechtbank verklaart autofabriek Saab failliet. De vroegere eigenaar General Motors laat niet toe dat Amerikaanse technologie in handen komt van een Chinese concurrent.
- In Spanje aanvaardt Mariano Rajoy het ambt van premier, een week na het begin van de tiende legislatuur.

### 20 december
- Tijdens rellen in de Egyptische hoofdstad Caïro raakt het door Napoleon Bonaparte gestichte Institut d'Égypte in brand. Hierdoor is grote schade toegebracht aan veel kostbare antieke handschriften.

### 21 december

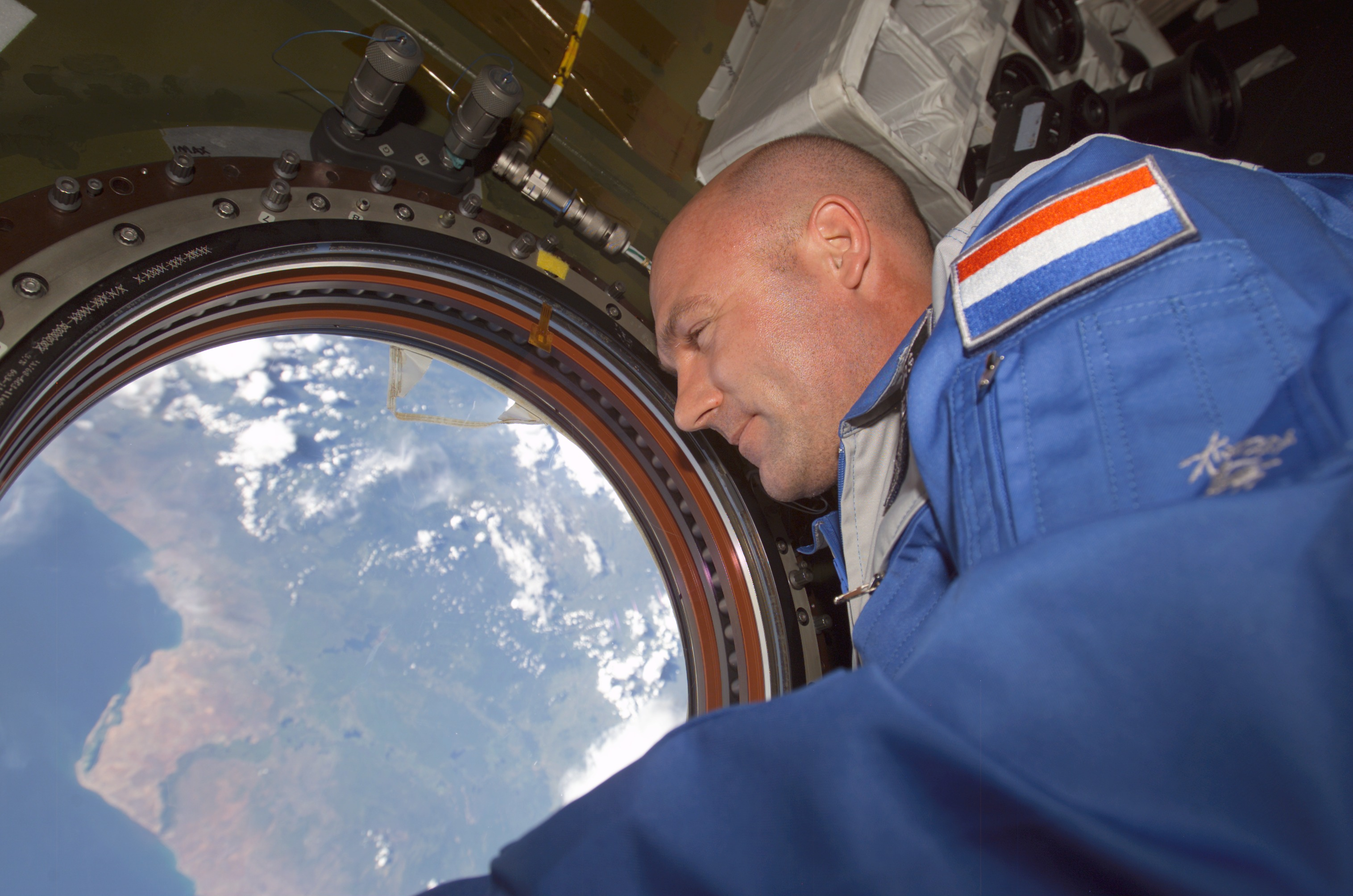
André Kuipers in het ISS

- André Kuipers wordt met een Sojoez-raket gelanceerd op weg naar het ISS voor een missie van 5,5 maanden.

### 23 december

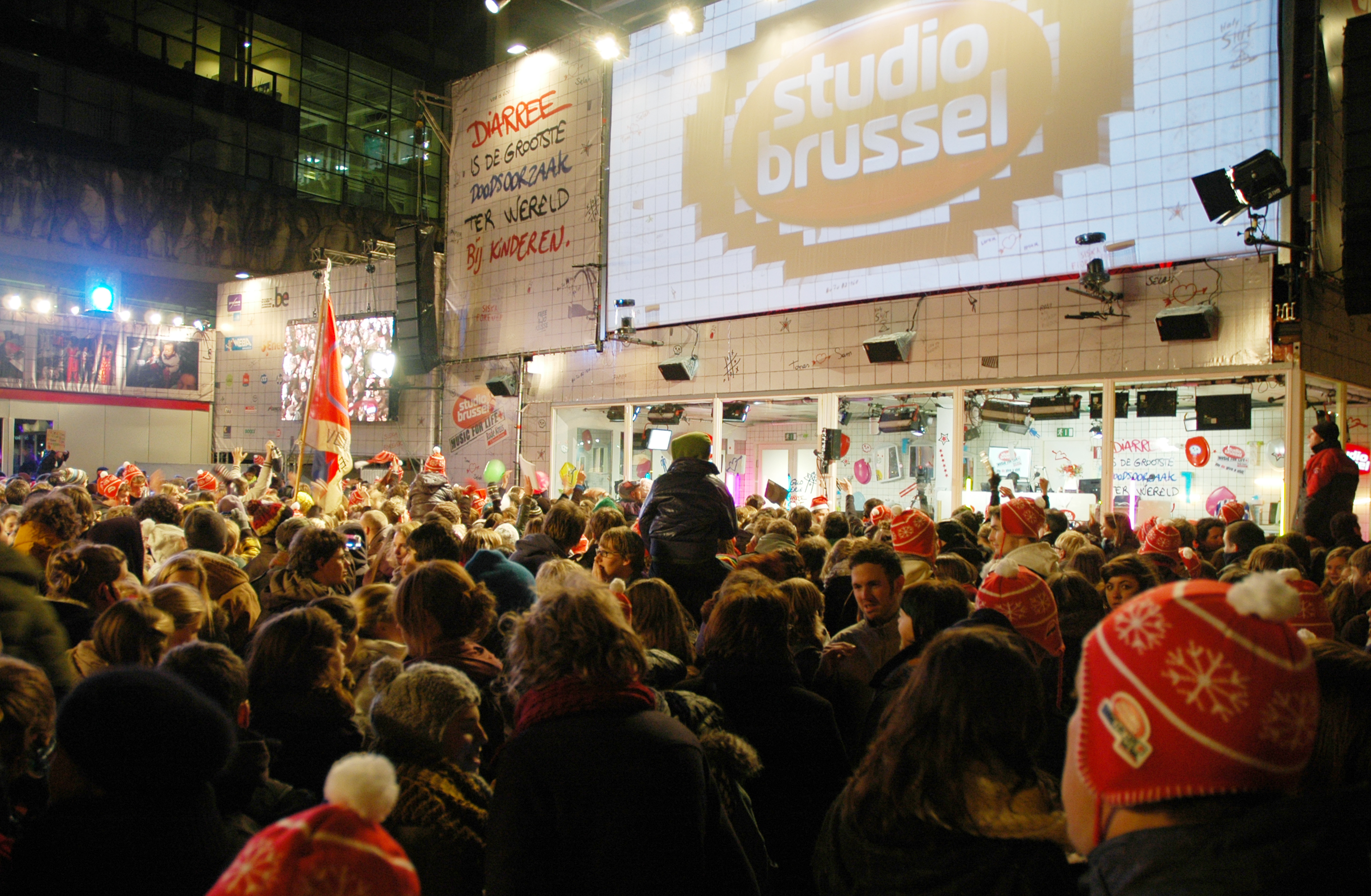
Music For Life

- De laatste editie van Music For Life van de Belgische radiozender Studio Brussel brengt het recordbedrag van € 7.142.716 op. Thema dit jaar was de strijd tegen diarree onder het motto "We do give a shit".
- Het Nationaal Luchtvaart-Themapark Aviodrome te Lelystad Airport sluit zijn deuren na een faillissement. Hiermee kwam na ruim een halve eeuw een einde aan het tot 2003 op Schiphol gevestigde luchtvaartmuseum. Na een herstart werd het themapark op 28 april 2012 weer heropend.

### 24 december

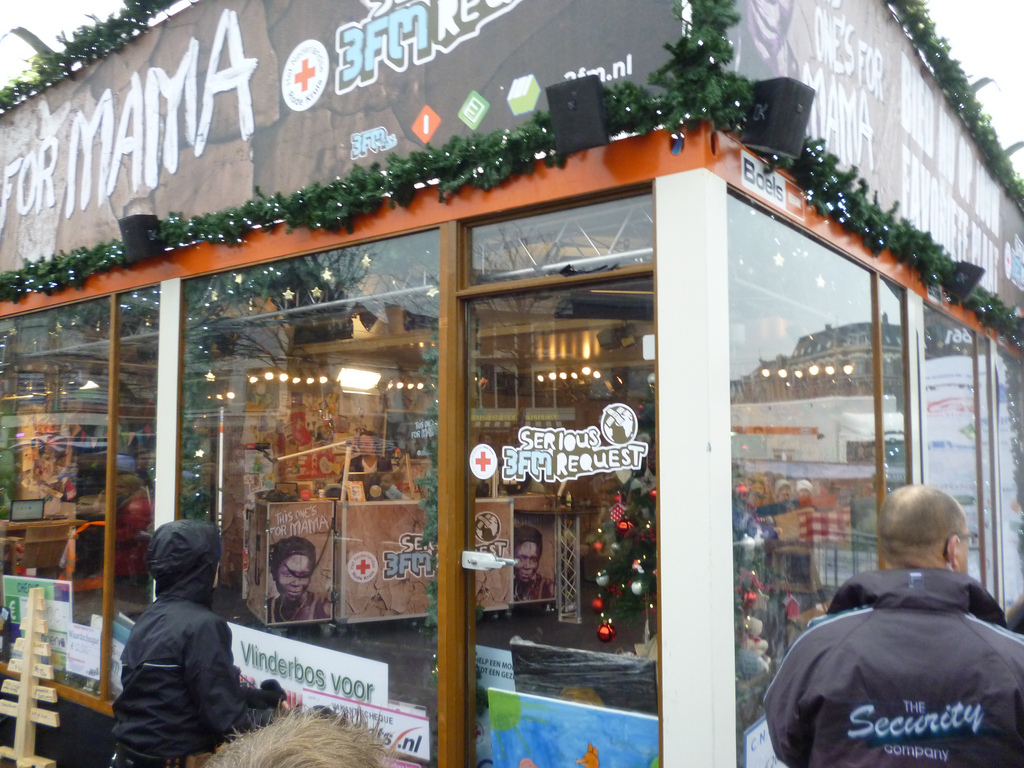
Serious Request

- De eindopbrengst van Serious Request 2011, de jaarlijkse actie van de Nederlandse radiozender 3FM waarbij geld wordt ingezameld voor projecten van het Rode Kruis, bedraagt € 8.621.004.

### 25 december
- Na een salarisconflict dat meer dan 3 maanden duurde gaat het nieuwe seizoen van de NBA van start, met een verkort seizoen van 66 wedstrijden.
- Ten minste 39 mensen overlijden door een reeks bomaanslagen op katholieke kerken in het noorden van Nigeria. De aanslagen worden opgeëist door het moslimextremistische Boko Haram.

### 29 december
- Samoa en Tokelau stappen over van de oostelijke naar de westelijke kant van de internationale datumgrens, waar hun voornaamste handelspartners Australië en Nieuw-Zeeland ook liggen. Een gevolg is dat er een dag wordt overgeslagen; na 29 december volgt dit jaar 31 december.
- Theater 't Speelhuis en enkele naastgelegen kubuswoningen te Helmond worden door een grote brand verwoest.

### 31 december
- Multitalent Dafne Schippers en meerkamper Eelco Sintnicolaas worden uitgeroepen tot beste Nederlandse atleten van 2011. Atletiektalent van het jaar is Jamile Samuel; Marije Smits is Nederlands beste gehandicapte topatlete van 2011.

## Overleden
<< · januari · februari · maart · april · mei · juni · juli · augustus · september · oktober · november · december · >>